# Konstantin Wiktorowitsch Nemoljajew
Konstantin Wiktorowitsch Nemoljajew (russisch Константин Викторович Немоляев; * 16. Februar 1905 in Moskau; † 5. November 1965) war ein sowjetischer Theater- und Film-Schauspieler.

## Biografie
Nemoljajew war von 1919 bis 1929 als Hilfsarbeiter, Buchhalter, Kurier sowie Kontorist und anschließend bis 1930 als Sekretär des wissenschaftlich-technischen Komitees tätig. 1934 schloss er die Ausbildung beim Theater der Revolution ab und trat dort bis 1941 auf. Anschließend gehörte der dunkelhaarige Mime dem Omsker Kleinkunsttheater, von 1944 bis 1945 dem Leningrader Komödientheater, zwischen 1947 und 1949 dem Moskauer Drama- und Komödientheater und danach bis 1951 dem Theater der Roten Armee in der DDR an. Zwischen 1945 und 1946 inszenierte Nemoljajew als Regisseur am Moskauer Haus der Volkskunst.
Im Film debütierte er 1932 als Matrose im Kriegsdrama Две встречи (Dwe wstretschi). Bis Ende der 1930er Jahre folgten einzelne Engagements in Produktionen von Sojusdetfilm, wo er ab 1941 dauerhaft unter Vertrag stand. Bis 1964 trat Nemoljajew für 32 Projekte als Nebendarsteller vor die Kamera, u. a. in Adaptionen von Werken August Jakobsons (Серебристая пыль [Serebristaja pyl] nach dem Stück Šaakalid, 1953), Maxim Gorkis (Die Mutter, 1956; Фома Гордеев [Foma Gordejew], 1959), Alexei Tolstois (Die Schwestern/Das Jahr 18, 1957/58) und Alexander Fadejews (Die Neunzehn, 1958). Er war auch in den Filmbiografien Gorkis Kindheit (1938), Der erste Präsident (1940) und Василий Суриков (Wassili Surikow, 1959) zu sehen, ebenso in Abenteuerfilmen wie Im Eismeer verschollen (1954) und  Tierfänger, dem Märchen Die verzauberte Marie oder als Partisan in der sowjetisch-albanischen Koproduktion Die Helden vom Adlerpaß (alle 1959). Seinen Abschied gab der Moskauer in Iwan Wladimirowitsch Lukinskis  Revolutionsfilm Товарищ Арсений (Towarischtsch Arseni).
Neben seinem Wirken als Darsteller sprach er Rollen für die russischen Versionen von sechs Filmen aus der Tschechoslowakei, China und Argentinien ein, u. a. für Fred Delmare in Přežil jsem svou smrt (1960).
Nemoljajew starb 60-jährig und wurde auf dem Rogoschskoje-Friedhof beigesetzt.

## Filmografie (Auswahl)
- 1938: Gorkis Kindheit (Detstwo Gorkogo)
- 1940: Der erste Präsident (Jakow Swerdlow)
- 1954: Herz ohne Liebe (Anna na scheje)
- 1954: Im Eismeer verschollen (More studjonoje)
- 1955: Prinzeß Mary (Knjaschna Meri)
- 1956: Die Mutter (Mat)
- 1957: Die Schwestern (Sestry)
- 1958: Das Jahr 18 (Wosemnadzaty god)
- 1958: Die Neunzehn (Junost naschich otzob)
- 1959: Tierfänger (Swerolowy)
- 1959: Die verzauberte Marie (Marja-iskusniza)
- 1959: Die Helden vom Adlerpaß (Furtuna)
- 1960: Auferstehung (Woskresenije)